# Porumbel cu creastă
Porumbelul cu creastă (Ocyphaps lophotes) este o specie de pasăre columbiformă din familia Columbidae, prezentă pe întreg continentul australian, cu excepția zonelor tropicale nordice.

## Taxonomie
Specia a fost descrisă în 1822 de Coenraad Jacob Temminck; este singura specie din genul Ocyphaps, stabilit de G.R. Gray în 1842. Taxonul a fost numit după F. Lawson Whitlock, care a realizat colecții importante de specimene de păsări în aceste zone. Specia a fost, de asemenea, plasată în genul Geophaps, probabil aliată cu Geophaps plumifera.
Sunt recunoscute două subspecii: 
- Ocyphaps lophotes lophotes, subspecia nominalizată, prezentă în sudul continentului
- Ocyphaps lophotes whitlocki, prezentă în regiunile din centrul și nordul Australiei de Vest

## Distribuție și habitat
Porumbelul cu creastă este o specie endemică din Australia, unde este răspândit în cea mai mare parte a insulei, inclusiv în Insula Kangaroo; în timp ce este absent din Peninsula Cape York, din părțile nordice ale Teritoriului de Nord și din Tasmania. Porumbelul cu creastă trăiește în general în habitate uscate, cum ar fi pajiștile, savanele și tufișurile, dar poate fi găsit și în zone cultivate, parcuri și zone urbane. Este adesea găsit în apropierea cursurilor de apă, deoarece are nevoie să bea în fiecare zi.

## Statut
Specia este abundentă în arealul său și populația este în creștere. Prin urmare, porumbelul cu creastă este clasificat de IUCN ca specie care prezintă o preocupare redusă.

## Galerie

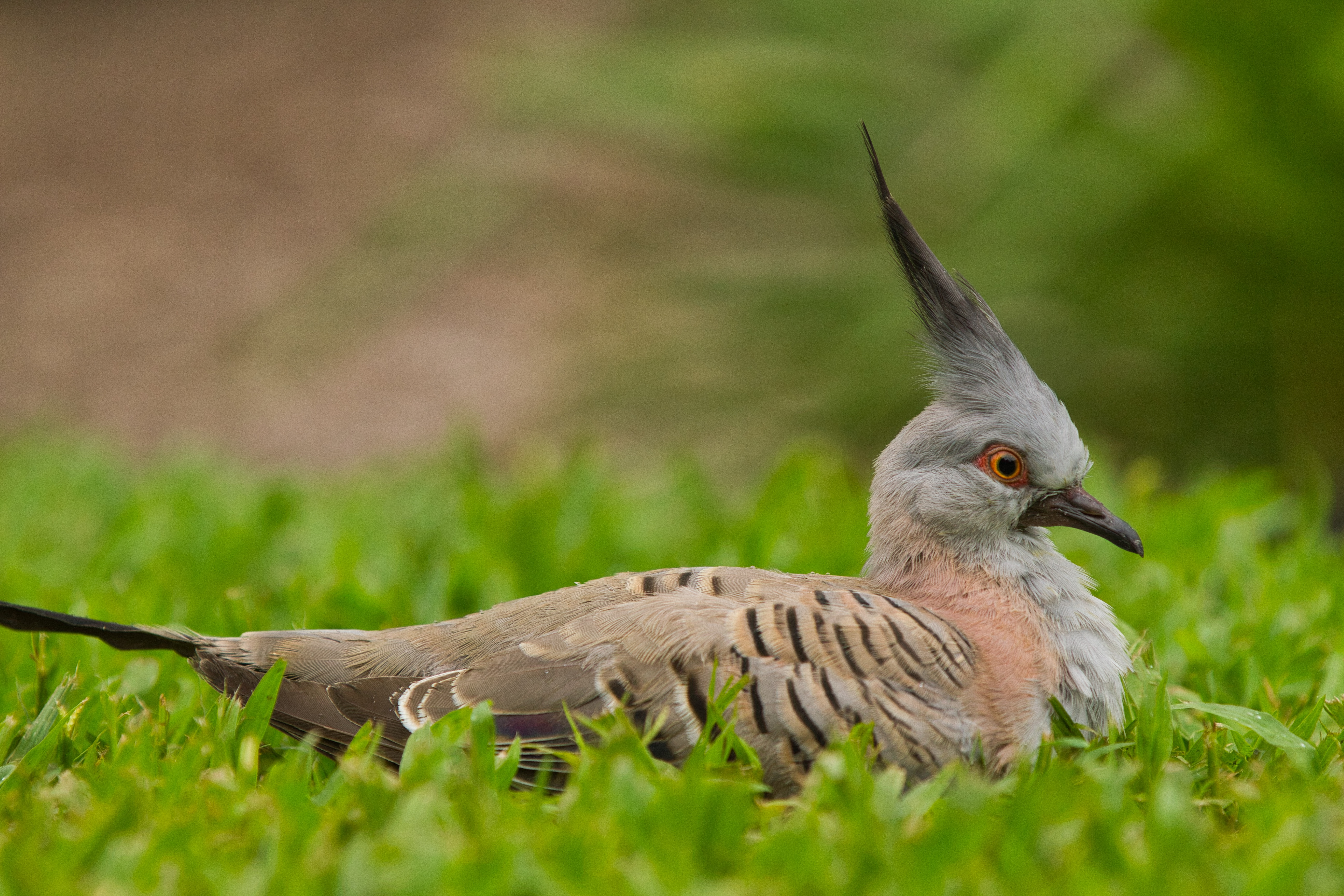
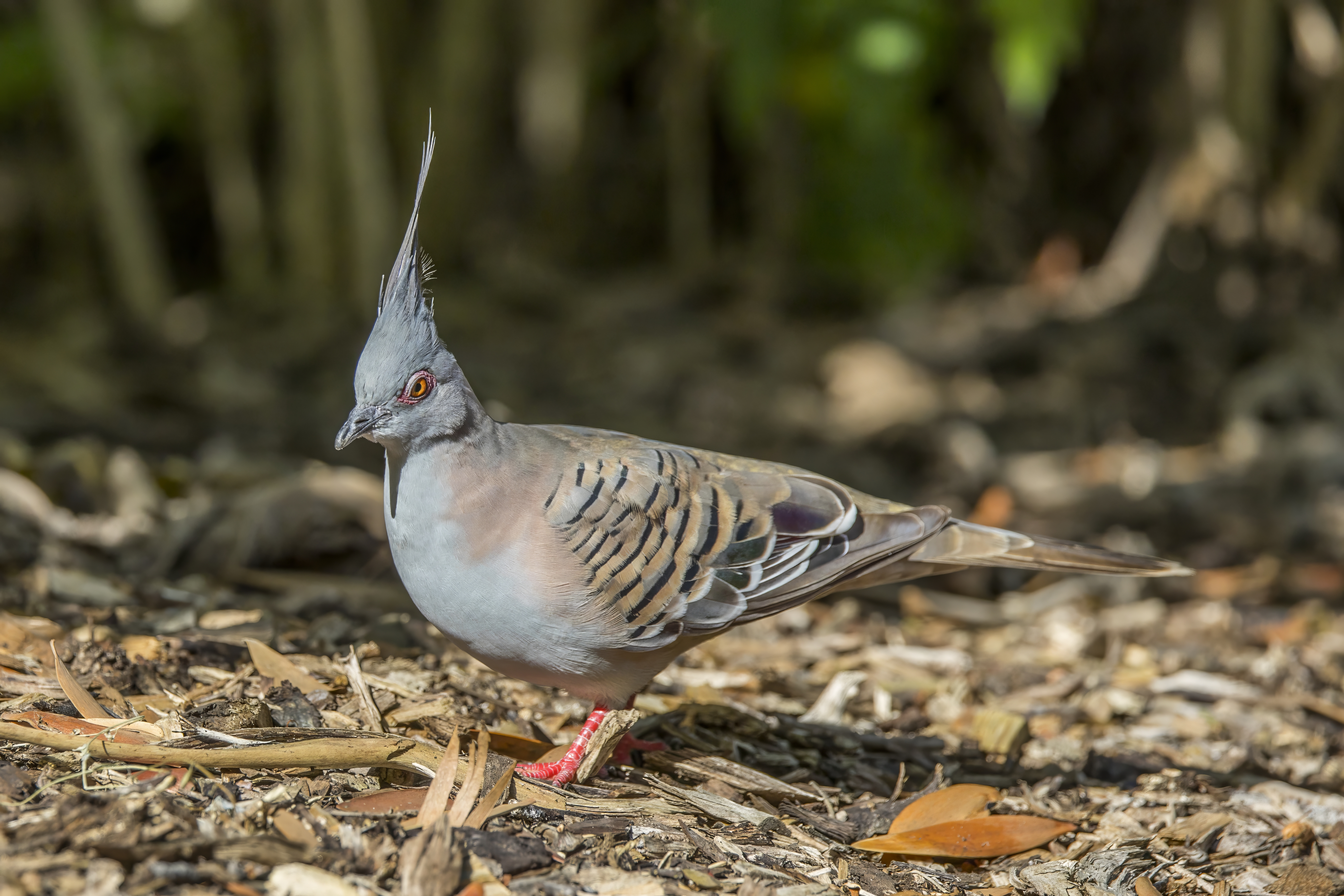
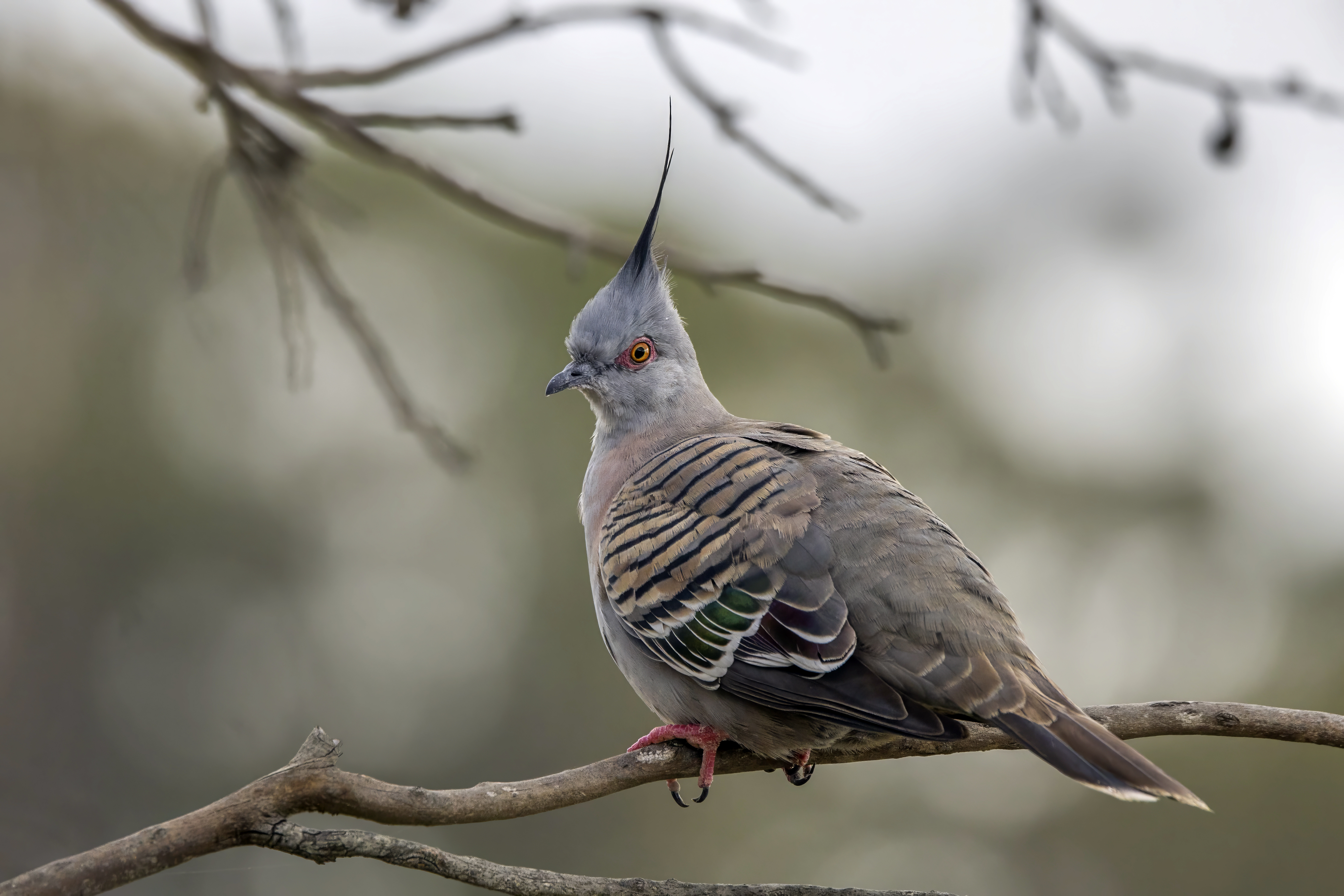
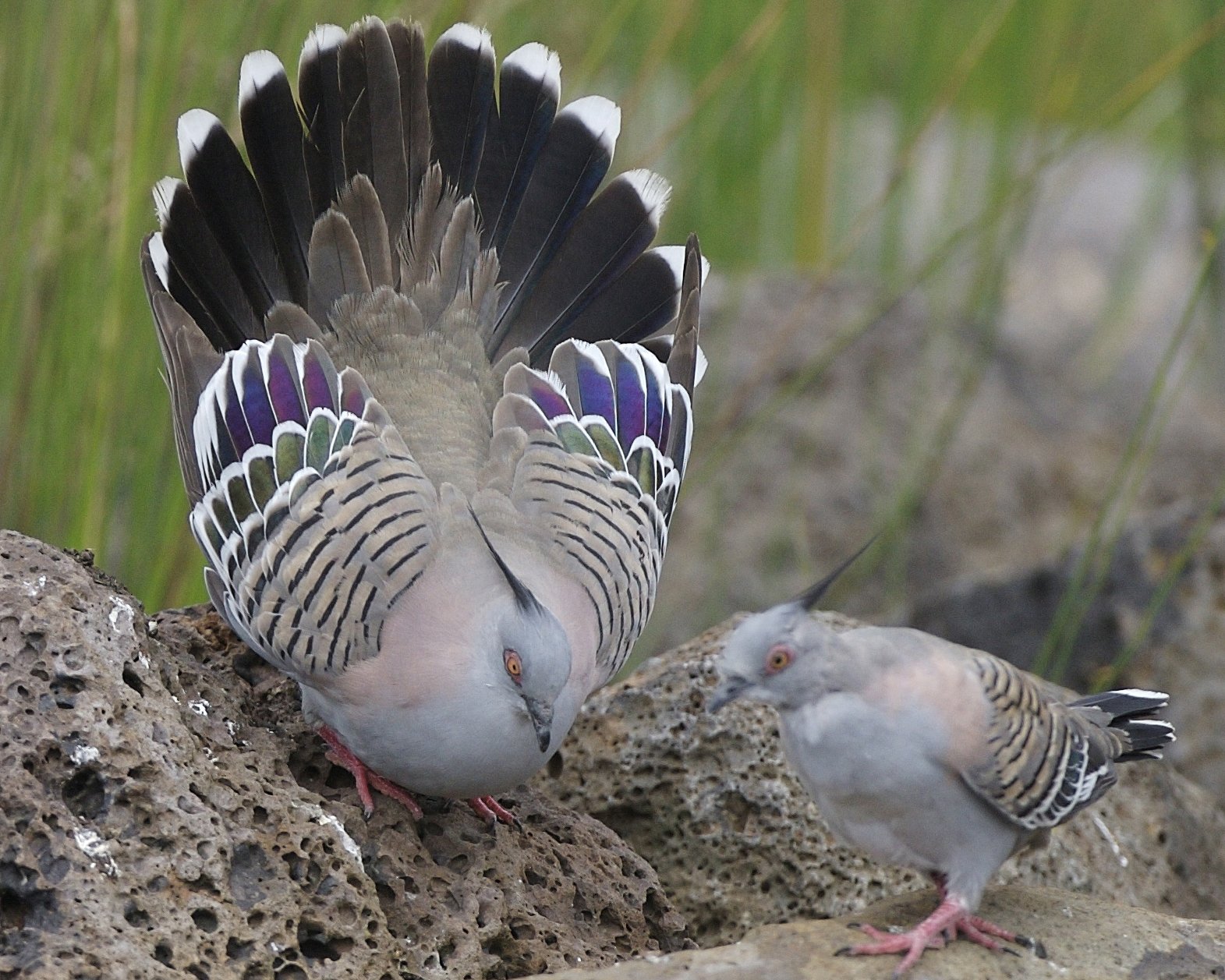
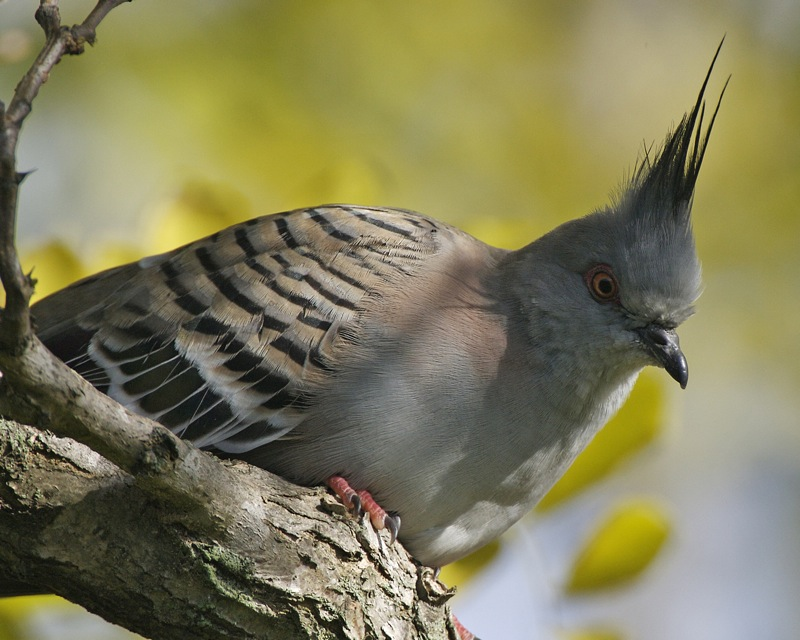
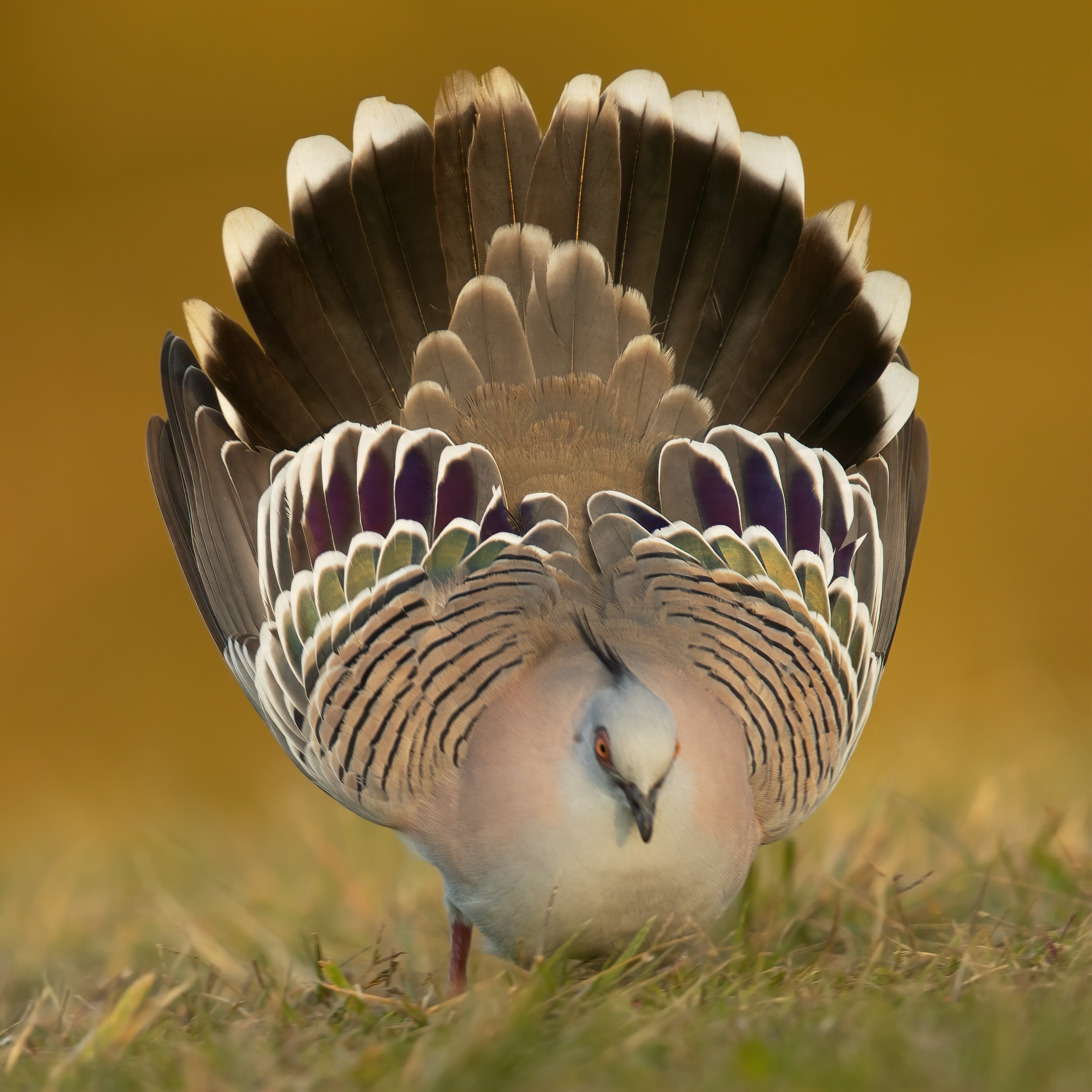
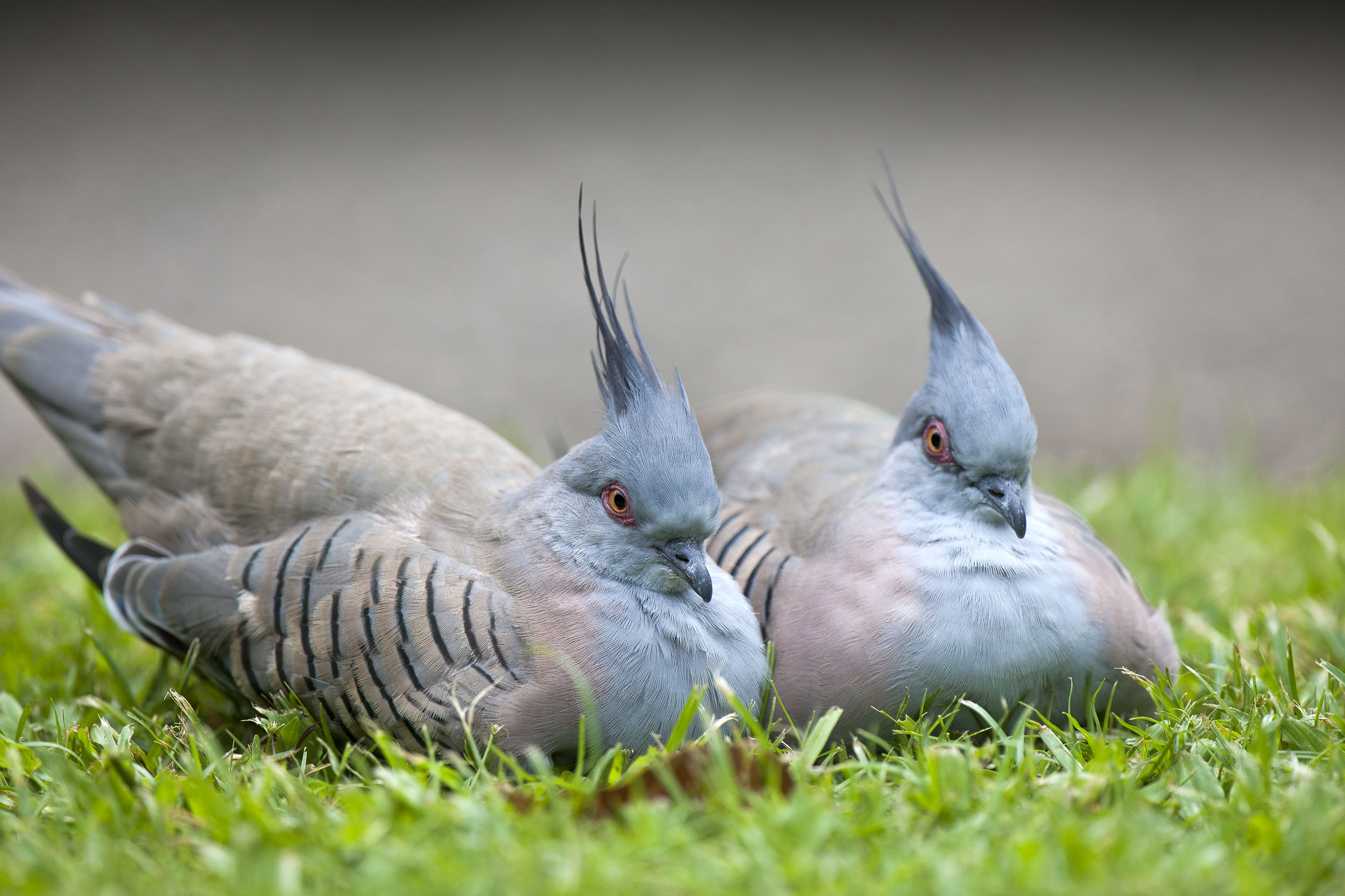
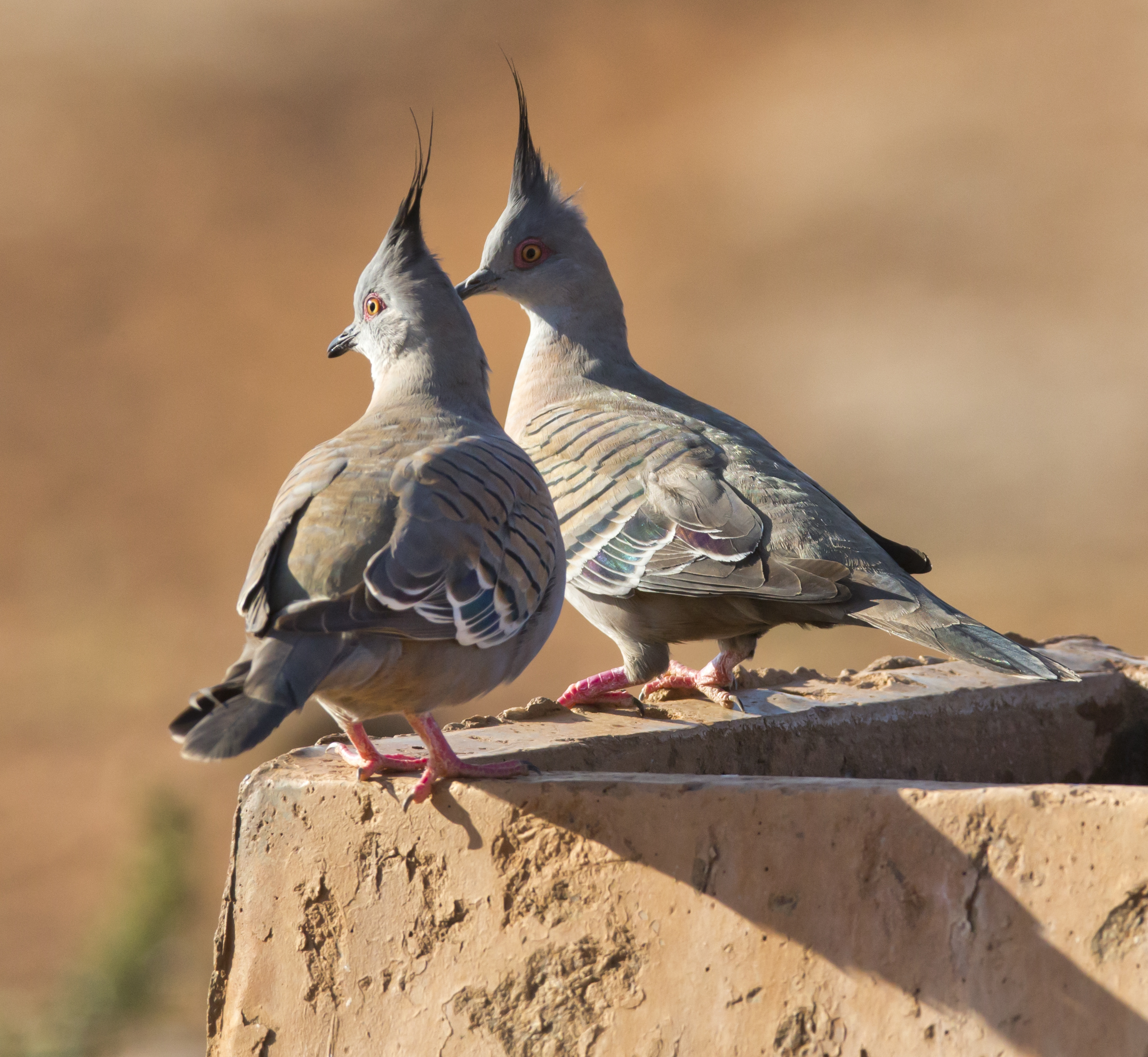